# Анхальт

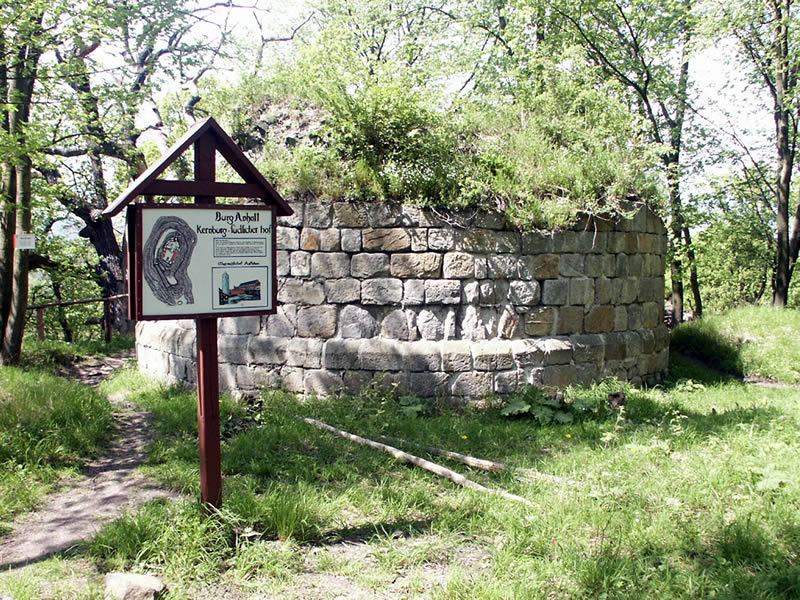
Руины крепости Ангальт

А́нхальт, или А́нгальт (нем. Anhalt) — историческая область в Центральной Германии на территории земли Саксония-Анхальт. Своим названием современный Анхальт обязан родовой крепости Асканиев Ангальт, руины которой сохранились недалеко от Гарцгероде. Анхальт простирается от Восточного Гарца до Вёрлица и от Флеминга до Йесница.

## История
В своей истории Анхальт прошёл долгий путь от княжества Анхальт к герцогству Ангальт и Свободному государству Анхальт. С 1871 года — в составе Германской империи. Как политическая единица Анхальт прекратил своё самостоятельное политическое существование в 1945 году. До 1949 года находился в советской зоне оккупации. Советская военная администрация в 1947 году включила Анхальт в состав земли Саксония-Анхальт, объединив с Саксонией. В октябре 1949 года с образованием ГДР вошёл в её состав.
После объединения Германии в 1991 году в результате административной реформы 1994 года в земле Саксония-Анхальт был образован район Анхальт-Цербст, вернувший к жизни древнее историческое название. В ходе следующей административной реформы появился район Анхальт-Биттерфельд, который несмотря на своё название включает в себя территории, никогда не входившие в состав Анхальта (например, Биттерфельд).